# Stipa gigantea
Stipa gigantea es una especie de la familia de las poáceas.

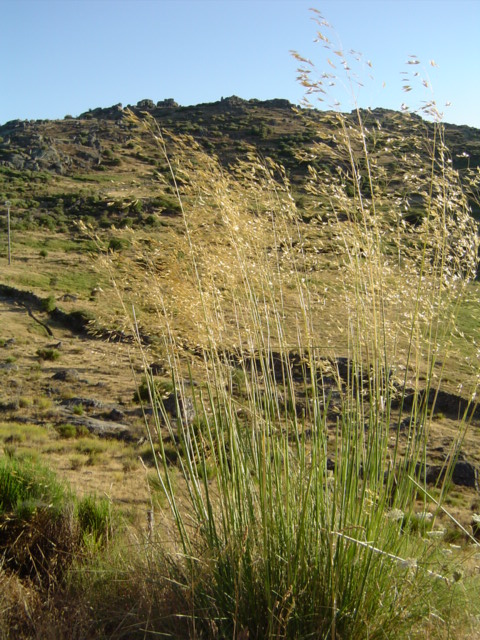
En su hábitat

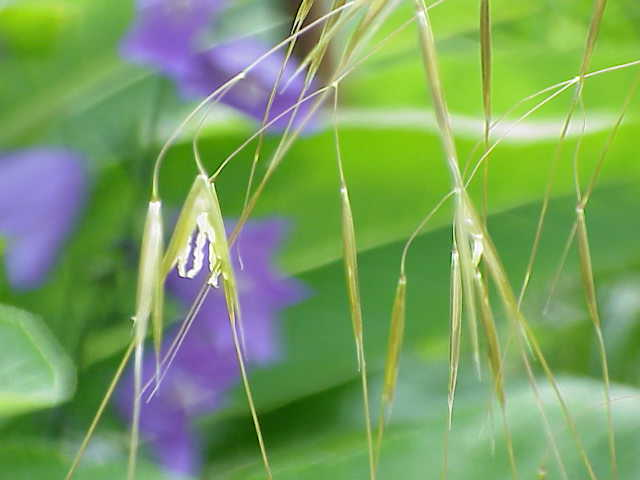
Panículas

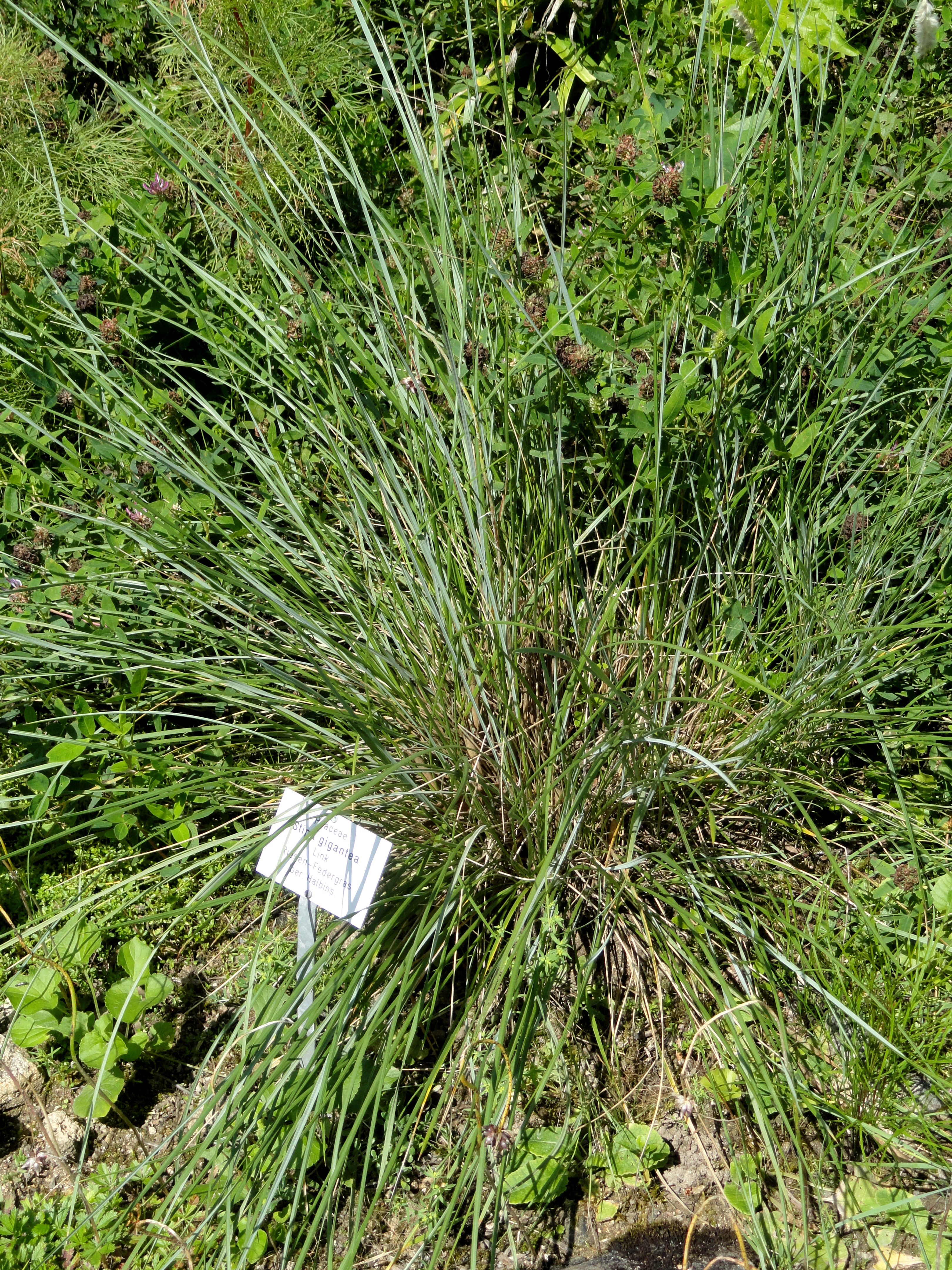
Vista de la planta

## Descripción
El berceo (Stipa gigantea) es una gramínea amacollada, de hoja perenne o semiperenne, que se suele cultivar en jardines como ejemplar de exhibición. Se trata de una especie longeva con estrechas hojas verdes de hasta 8 dm. En verano los erguidos tallos dan flores cerdosas púrpura plateado, en panículas grandes y abiertas de hasta 2 dm de largo, que duran todo el invierno, adoptando un intenso color dorado. Los berceales son comunidades de grandes gramíneas que se desarrollan sobre suelos relativamente profundos en áreas secas y  donde aparte del berceo habitan plantas como Arrhenatherum baeticum, Centaurea ornata, Corynephorus canescens, Stipa lagascae, Ononis spinosa, etc.

## Hábitat
Zonas secas de montes de encinas en el interior peninsular, donde resisten muy bien las heladas. Sobre suelos arenosos ácidos. Hemicriptófito.

## Distribución
Centro y sur de la Península ibérica y norte de África. Como dato curioso, la imagen de esta planta se utiliza en heráldica, concretamente en el escudo de Bercial de Zapardiel, en España.

## Taxonomía
Stipa gigantea fue descrita por Heinrich Friedrich Link y publicado en Journal für die Botanik 2: 313. 1799.
Etimología
Stipa: nombre genérico que deriva del griego stupe (estopa, estopa) o stuppeion (fibra), aludiendo a las aristas plumosas de las especies euroasiáticas, o (más probablemente) a la fibra obtenida de pastos de esparto.
gigantea; epíteto latino que significa "muy grande".
Sinonimia
- Avena cavanillesii Lag.
- Avena × ludoviciana Durieu
- Avena sterilis var. psilathera Thell.
- Avena sterilis var. solida (Hausskn.) Malzev
- Avena striata Schousb. ex Willk. & Lange
- Celtica gigantea (Link) F.M.Vázquez & Barkworth
- Celtica gigantea subsp. donyanae (F.M.Vázquez & Devesa) F.M.Vázquez & Barkworth
- Celtica gigantea subsp. maroccana (Pau & Font Quer) F.M.Vázquez & Barkworth
- Celtica gigantea subsp. sterilis F.M.Vázquez & Barkworth
- Lasiagrostis gigantea (Link) Trin. & Rupr.
- Macrochloa arenaria (Brot.) Kunth
- Macrochloa gigantea (Link) Hack.
- Stipa arenaria Brot.[4]

## Nombre común
- Castellano: banderillas, banderillos, baraceo, barcea, barceo, barrón, bercebeo, bercebo, berceillo, berceo, bercero, berecebo.[5]